# Dan Alexa
Dan Alexa (* 28. Oktober 1979 in Caransebeș, Kreis Caraș-Severin) ist ein ehemaliger rumänischer Fußballspieler und derzeitiger -trainer. Der Mittelfeldspieler bestritt insgesamt 343 Spiele in der rumänischen Liga 1, der chinesischen Super League und der zyprischen First Division. In der Saison 2003/04 gewann er mit Dinamo Bukarest die rumänische Meisterschaft. Seit August 2017 ist er Cheftrainer des FC Dunărea Călărași.

## Karriere als Spieler

### Verein
Alexa begann seine Karriere bei UM Timișoara, jedoch kam er in seiner ersten Saison im Kader der ersten Mannschaft zu keinem Einsatz. 1999 wechselte er zu AS Rocar Bukarest, einem damaligen Erstligisten. In seiner ersten vollen Saison wurde der Verein in der Divizia A (heute Liga 1) Zwölfter. In der darauffolgenden Saison spielte Alexa mit Rocar nur noch die Hinrunde. In der Winterpause wechselte er zum Ligakonkurrenten FC Universitatea Craiova, wo er ein halbes Jahr verweilte, ehe er von Dinamo Bukarest verpflichtet wurde. In seiner ersten Spielzeit erreichte Alexa mit Dinamo den sechsten Platz, konnte aber den rumänischen Pokal gewinnen. In der Spielzeit 2003/04 folgte das Double aus Meisterschaft und Pokal.
Daraufhin verließ der Mittelfeldspieler die Heimat und wechselte in die Volksrepublik China zu Beijing Guoan. Nach einem sechsten Platz in der Meisterschaft kehrte er im Frühjahr der Saison 2005/06 zu Dinamo zurück und der Verein wurde mit Alexa am Saisonende Dritter.
Im Sommer 2006 unterschrieb er dann wieder bei seinem Stammverein, der nun in der höchsten rumänischen Spielklasse spielte. Nach dem sechsten Platz 2007 und dem sechsten Platz 2008 konnte er in der Saison 2008/09 die Vizemeisterschaft erringen und sich daraufhin für die Champions-League-Qualifikation qualifizieren, wo der Verein 2009/10 am VfB Stuttgart scheiterte. Die Spielzeit 2010/11 konnte er mit seinem Team hinter Oțelul Galați erneut als Vizemeister beenden. Nachdem seinem Klub im Sommer die Zulassung zur Saison 2011/12 verwehrt worden war, wechselte er zum Ligakonkurrenten Rapid Bukarest. Mit Rapid konnte er die Spielzeit auf dem vierten Platz beenden, was die Qualifikation zur Europa League bedeutete. Dort hatte er mit seiner Mannschaft zuvor die Gruppenphase erreicht. Im rumänischen Pokalfinale 2012 verpasste er durch ein 0:1 gegen Dinamo Bukarest seinen dritten Pokalerfolg.
Alexa verließ im Sommer 2012 Rumänien und schloss sich dem zyprischen Erstligisten Anorthosis Famagusta an. Dort beendete er im März 2014 seine aktive Laufbahn, um Fußballtrainer zu werden.

### Nationalmannschaft
In der rumänischen Nationalmannschaft debütierte Alexa am 27. Mai 2004 im Freundschaftsspiel gegen Irland. Zuvor stand er bereits Anfang 2004 im Kader für ein Turnier auf Zypern. Seine beiden Einsätze werden jedoch nicht als offizielle Länderspiele gewertet. Danach wurde er mehr als sechs Jahre lang nicht berücksichtigt, ehe ihn Răzvan Lucescu in sein Aufgebot für das Freundschaftsspiel gegen Italien am 17. November 2010 berief und ihn in der 80. Minute für Adrian Ropotan einwechselte. Beim Spiel gegen die Ukraine im Rahmen eines Turniers auf Zypern erzielte er am 8. Februar 2011 beide Treffern zum 2:2-Endstand und damit seine ersten Länderspieltore.
Nachdem er im EM-Qualifikationsspiel gegen Bosnien-Herzegowina in der Startelf stand, wurde er drei Tage später gegen Luxemburg von Lucescu nicht berücksichtigt. Auf einer Südamerika-Reise im Juni 2011 kam Alexa zu zwei Kurzeinsätzen. Nach dem anschließenden Abschied Lucescus wurde er von dessen Nachfolger Victor Pițurcă nicht mehr berücksichtigt.

## Karriere als Trainer
Im März 2014 erhielt Alexa die Möglichkeit, als Nachfolger von Aurel Șunda Cheftrainer von ACS Poli Timișoara in der Liga 1 zu werden. Dafür beendete er umgehend seine aktive Laufbahn. Er konnte den Abstieg seines Klub jedoch nicht verhindern. Er betreute den Verein auch in der Liga II und führte ihn zum Wiederaufstieg 2015. Nach einem Sieg aus acht Spielen zu Beginn der Saison 2015/16 trennten sich die Wege im August 2015 wieder. Weniger Tage später löste er Florin Marin als Cheftrainer von Rapid Bukarest in der Liga II ab. Mit Rapid schaffte er ebenfalls den Aufstieg in die Liga 1, der dem Verein jedoch aus finanziellen Gründen im Juli 2016 verwehrt wurde. Alexa heuerte im August 2016 bei ASA Târgu Mureș an. Im Dezember 2016 nahm ihn Ligakonkurrent CS Concordia Chiajna unter Vertrag. Dort schloss er die Saison 2016/17 mit dem Klassenerhalt ab. Nach dem ersten Spieltag der folgenden Saison wurde sein Vertrag im Juli 2017 aufgelöst. Einen Monat später wurde er neuer Cheftrainer des FC Dunărea Călărași in der Liga II.

## Erfolge

### Als Spieler
- rumänischer Meister: 2004
- rumänischer Pokalsieger: 2003, 2004

### Als Trainer
- Aufstieg in die Liga 1: 2015, 2016, 2018